# Prova femenina de Floret individual als JJOO París 2024
La prova femenina de Sabre individual als Jocs Olímpics de París 2024 serà la 24a edició de l'esdeveniment femení en unes Olimpíades. La prova es disputarà el 28 de juliol del 2024 al Grand Palais de la capital francesa. És la prova més antiga en la categoria femenina d'Esgrima als Jocs Olímpics i en aquesta edició es compliran els 100 anys de participació continuada.
L'estatunidenca Lee Kiefer és l'actual campiona de la disciplina olímpica després de guanyar l'or als Jocs Olímpics de Tòquio 2020, per davant de les russes Inna Deriglazova i Larisa Korobeynikova, que van guanyar la medalla de plata i de bronze respectivament.
L'equip d'Itàlia és la selecció més guardonada, amb 7 medalles d'or, 5 medalles de plata i 6 medalles de bronze, en les 23 edicions que la prova de Floret femenina ha estat present als Jocs Olímpics. La tiradora Valentina Vezzali és l'esgrimidora més guardonada en la història de la competició, amb 3 medalles d'or, 1 medalla de plata i 1 medalla de bronze. La tiradora italiana fou la primera dona en aconseguir 5 medalles d'or en esgrima (comptant la prova per equips) i una de les poques atletes en qualsevol dels dos gèneres, que ha aconseguit guanyar 5 medalles individuals en unes Olimpíades consecutives.

## Format
Les 34 participants classificades, entraran en un sorteig amb caps de sèrie i es realitzaran els quadres d'eliminatòries. La jugadora que guanyi el combat avançarà de ronda i la que perdi quedarà eliminada. Les dues tiradores que guanyin la semifinal, disputaran la final per aconseguir la medalla d'or i de plata i les perdedores s'enfrontaran per aconseguir la medalla de bronze. La guanyadora de tots els combats serà qui arribi primera als 15 tocs.

## Classificació
34 esgrimistes s'han classificat per la prova de Floret individual femení. L'1 d'abril de 2024 es va tancar el rànquing d'equips senior oficial de la Federació Internacional d'Esgrima (FIE). Itàlia, Estats Units, França i el Japó van ser les 4 seleccions que van quedar en els llocs més alts del rànquing. A part, també s'ha classificat el Canadà com a millor selecció d'Amèrica (5a posició), la Xina com a millor selecció d'Àsia-Oceania (6a posició), Polònia com a millor selecció europea (7a posició) i Egipte com a millor selecció d'Àfrica (15a posició). Les 8 seleccions han classificat a 3 esportistes cadascuna. Les següents 6 places s'han aconseguit mitjançant el rànquing individual sènior de la FIE, que s'ha tancat a la mateixa data. Només s'han pogut classificar les atletes les quals el seu equip no estigués classificat. Anne Sauer per Alemanya (5a posició) i Flora Pasztor per Hongria (25a poisició) han aconseguit els bitllets europeus. Amita Berthier per Singapur (28a posició) i Daphne Chan per Hong Kong (29a posició) han aconseguit els bitllets per Àsia-Oceania, Maxine Esteban per Costa d'Ivori (39a posició) ha aconseguit la plaça africana i Arantxa Inostroza per Xile (44a posició) ha obtingut la plaça per Amèrica. Les 4 últimes places, s'han decidit en els esdeveniments de classificació per zones, on el guanyador de cada torneig s'ha classificat per la prova olímpica. Cal tenir en compte que cada país podrà tenir un màxim de 3 atletes a la prova.
| Esdeveniment                       | Places | País          | Atleta                  |
| ---------------------------------- | ------ | ------------- | ----------------------- |
| Rànquing equips                    | 24     | Itàlia        |                         |
| Rànquing equips                    | 24     | Itàlia        |                         |
| Rànquing equips                    | 24     | Itàlia        |                         |
| Rànquing equips                    | 24     | Estats Units  | Jackie Dubrovich        |
| Rànquing equips                    | 24     | Estats Units  | Lee Kiefer              |
| Rànquing equips                    | 24     | Estats Units  | Lauren Scruggs          |
| Rànquing equips                    | 24     | França        |                         |
| Rànquing equips                    | 24     |               |                         |
| Rànquing equips                    | 24     |               |                         |
| Rànquing equips                    | 24     | Japó          |                         |
| Rànquing equips                    | 24     |               |                         |
| Rànquing equips                    | 24     |               |                         |
| Rànquing equips                    | 24     | Canadà        |                         |
| Rànquing equips                    | 24     |               |                         |
| Rànquing equips                    | 24     |               |                         |
| Rànquing equips                    | 24     | Xina          |                         |
| Rànquing equips                    | 24     |               |                         |
| Rànquing equips                    | 24     |               |                         |
| Rànquing equips                    | 24     | Polònia       | Martyna Jelinska        |
| Rànquing equips                    | 24     | Polònia       | Hanna Lyczbinska        |
| Rànquing equips                    | 24     | Polònia       | Julia Walczyk-Klimaszyk |
| Rànquing equips                    | 24     | Egipte        |                         |
| Rànquing equips                    | 24     |               |                         |
| Rànquing equips                    | 24     |               |                         |
| Rànquing individual Europa         | 2      | Alemanya      | Anne Sauer              |
| Rànquing individual Europa         | 2      | Hongria       | Flora Pasztor           |
| Rànquing individual Àsia-Oceania   | 2      | Singapur      | Amita Berthier          |
| Rànquing individual Àsia-Oceania   | 2      | Hong Kong     | Daphne Chan             |
| Rànquing individual Àfrica         | 1      | Costa d'Ivori | Maxine Esteban          |
| Rànquing individual Amèrica        | 1      | Xile          | Arantxa Inostroza       |
| Torneig classificació Amèrica      | 1      | Brasil        | Mariana Pistoia         |
| Torneig classificació Àfrica       | 1      | Marroc        | Youssra Zekrani         |
| Torneig classificació Europa       | 1      | Romania       | Malina Calugareanu      |
| Torneig classificació Àsia-Oceania | 1      | Filipines     | Samantha Catantan       |

## Medaller històric
| Posició | País                | Or | Argent | Bronze | Total |
| ------- | ------------------- | -- | ------ | ------ | ----- |
| 1       | Itàlia              | 7  | 5      | 6      | 18    |
| 2       | Hongria             | 4  | 3      | 2      | 9     |
| 3       | Alemanya            | 2  | 2      | 1      | 5     |
| 4       | Regne Unit          | 1  | 3      | 0      | 4     |
| 5       | Alemanya Occidental | 1  | 2      | 1      | 4     |
| 6       | URSS                | 1  | 1      | 2      | 4     |
| 6       | Dinamarca           | 1  | 1      | 2      | 4     |
| 8       | Rússia              | 1  | 1      | 1      | 3     |
| 8       | Romania             | 1  | 1      | 1      | 3     |
| 10      | Xina                | 1  | 1      | 0      | 2     |
| 11      | Àustria             | 1  | 0      | 2      | 3     |
| 12      | França              | 1  | 0      | 1      | 2     |
| 13      | Estats Units        | 1  | 0      | 0      | 1     |
| 14      | Corea del Sud       | 0  | 1      | 0      | 1     |
| 14      | Mèxic               | 0  | 1      | 0      | 1     |
| 14      | Alemanya Nazi       | 0  | 1      | 0      | 1     |
| 17      | Polònia             | 0  | 0      | 2      | 2     |
| 18      | Tunísia             | 0  | 0      | 1      | 1     |
| 18      | Equip Unificat      | 0  | 0      | 1      | 1     |